# Melanophthalma sagitta
Melanophthalma sagitta is een keversoort uit de familie schimmelkevers (Latridiidae). De wetenschappelijke naam van de soort werd in 1984 gepubliceerd door Wolfgang H. Rücker.